# Centrolepis pallida
Centrolepis pallida é uma espécie de planta da família Centrolepidaceae. É encontrada na Nova Zelândia.